# Intel Turbo Memory
La Intel Turbo Memory (precedentemente conosciuta anche con il nome in codice Robson) è una tecnologia sviluppata da Intel che, nelle intenzioni del produttore, è destinata a cambiare radicalmente le prestazioni dei PC portatili nell'utilizzo quotidiano a partire dal 2007.

## Turbo Memory anche per il settore desktop
A marzo 2006 Intel aveva annunciato anche Snowgrass, una tecnologia molto simile a Robson, ma pensata espressamente per essere integrata nelle motherboard desktop. Successivamente però non è quasi più stata menzionata da parte del produttore, tanto che sembrava quasi che l'idea iniziale di integrare tale tecnologia anche nei prodotti destinati a settori diversi da quello mobile, fosse stata abbandonata. Con la presentazione della famiglia di chipset Eaglelake (avvenuta il 3 giugno 2008) però, è arrivato anche il nuovo southbridge ICH10 che integra proprio la tecnologia Turbo Memory nella sua variante Snowgrass; una profonda differenza con la versione mobile Robson (almeno rispetto alla sua prima versione) è costituita dalla funzionalità "user pinning" che in sostanza consente di selezionare le applicazioni che sfrutteranno tale tecnologia.

## Principi di funzionamento
Già ai tempi dei primi annunci di questa tecnologia Intel la chiamava Robson NVM Cache Technology a sottolineare come essa sia basata sull'utilizzo di una particolare memoria di sistema non volatile che opera in maniera analoga ad una cache. Questa memoria, registrando al proprio interno le informazioni e i dati che vengono tipicamente richiesti dal sistema, permette di velocizzarne l'esecuzione essendo di gran lunga più veloce degli hard disk moderni, i quali sarebbero mantenuti come grande memoria dati del sistema. La conseguenza è una risposta maggiormente pronta da parte del sistema e attese molto più ridotte nell'esecuzione delle ordinarie operazioni (Intel parla in questo caso di "Application Boost" da parte della tecnologia Robson), nonché il vantaggio di precaricare il sistema operativo diminuendo le attese all'accensione di quest'ultimo (in questo caso invece si parla di "Ready Disk"). I test hanno evidenziato che l'avvio del sistema operativo viene ridotto della metà rispetto all'utilizzo del solo disco rigido, circa 30 secondi. Intel ha dichiarato che, nelle sue intenzioni, l'utilizzo di Robson dovrebbe consentire di aprire qualunque applicazione in un tempo ridotto della metà rispetto a quello necessario senza l'utilizzo di questa memoria aggiuntiva, e il ripristino dallo stato di "sospensione" di un notebook dovrebbe avvenire anch'esso ridotto del 50%. A sostegno della sua tesi Intel ha evidenziato come le prestazioni dei processori negli ultimi 10 anni siano aumentate di ben 30 volte, mentre quelle degli hard disk solo di 1,5 volte.
In aggiunta ai vantaggi "velocistici" ve ne sono anche dal punto di vista della vita utile dell'hard disk che subirebbe un numero di accessi decisamente ridotto, con la possibilità addirittura di spegnere, in certi frangenti, tale unità per poi riaccenderla o per accedere a dati non contenuti nella memoria flash oppure per scriverci in un'unica volta una serie di files accumulati durante l'utilizzo del computer, invece che scriverli uno alla volta come accade nei sistemi sprovvisti della tecnologia Robson. Gli hard disk odierni possono consumare infatti fino al 20% su un sistema medio. Se la memoria flash può immagazzinare tutti i piccoli file a cui ha accesso in modo permanente il computer, l'hard disk sarà chiamato in causa meno frequentemente, tramutando i minori consumi in 15-30 minuti in più di batteria disponibili.

### Implementazione hardware
Dal punto di vista hardware si tratta di un connubio tra parte hardware e software che prevede l'utilizzo di una memoria NAND flash con capacità variabile da 64 MB sino a 4 GB, un nuovo controller e driver appositamente sviluppati che effettuano un "pre-caching" (ovvero un "pre-caricamanento") delle informazioni che potranno essere richieste dall'utilizzatore dall'hard disk in questa memoria.
Nella dimostrazione fatta da Intel ad ottobre 2005, tale memoria era collegata al PC portatile per mezzo di uno slot mini-PCI; è presumibile però che a breve questo verrà soppiantato da uno di tipo mini-PCI Express, in grado di fornire una superiore banda passante complessiva al sistema. Sono previste inoltre implementazioni direttamente sulla motherboard e in futuro, quando il processo di miniaturizzazione lo consentirà, addirittura integrate nel southbridge del chipset.
Il chipset della scheda madre agirà come controllore del traffico coordinando il flusso di bit verso Robson sul BUS PCI Express.

## I primi risultati mostrati da Intel
Nel corso della dimostrazione citata in precedenza, utilizzando un quantitativo di memoria Flash da 512 MB (dimensione consigliata da Intel come ottima nel rapporto costo/prestazioni), il sistema con tecnologia Robson era stato in grado di avviare un'applicazione dopo 2,9 secondi dal comando dato dall'utente. La stessa operazione, in un notebook identico ma sprovvisto di tale tecnologia, ha richiesto 8 secondi di tempo.
Al Computex di Taipei di giugno 2006 una nuova dimostrazione da parte di Intel riguardò la versione beta di Windows Vista in cui venivano aperti dozzine di programmi e più task. Su un sistema normale l'avvio di tutti i programmi ha richiesto 2 minuti e 45 secondi, sul sistema dotato della tecnologia Robson solamente 1 minuto e 10 secondi. È necessario tenere presente però che la versione di Windows Vista utilizzata era una vecchia beta, in quanto l'ultima versione disponibile presenta una serie di problemi di stabilità. Sembra quindi che sia necessario ancora molto lavoro da parte sia di Intel che di Microsoft per riuscire a rendere l'utilizzo di questa tecnologia disponibile al vasto pubblico.

## L'arrivo di Robson sul mercato
Intel ha deciso di implementare la tecnologia Robson nella piattaforma mobile per i sistemi Centrino Pro basati sul processore Core 2 Duo con core Merom, il successore della CPU Yonah alla base dei primi processori dual core destinati ai portatili, Core Duo. Tale piattaforma, destinata a prendere il posto della precedente Napa, è conosciuta con il nome di Santa Rosa ed è arrivata sui mercati nel mese di marzo 2007. Malgrado gli iniziali problemi di compatibilità con le versioni preliminari di Windows Vista, Intel ha dichiarato che ormai tutti i problemi sono stati risolti.
Il costo di implementazione della tecnologia Turbo Memory, da parte dei produttori, dovrebbe partire da circa 20 $ per il modello con meno memoria (512 MB), di conseguenza non dovrebbero esserci grossi rincari per quanto riguarda i consumatori finali.
Per quanto riguarda l'implementazione per il mondo dei Mactel, ovvero gli ultimi sistemi di Apple basati sul processore Core Duo di Intel, a fine 2006 è stato annunciato che anche le future soluzioni della casa della mela utilizzeranno la tecnologia Turbo Memory.

## Critiche alla reale utilità della tecnologia Turbo Memory
I principali oppositori di questa tecnologia contestano il fatto che la sua reale utilità diverrebbe visibile solo in presenza di un limitato quantitativo di memoria RAM, dato che lavora in congiunzione con il file di SWAP su disco, molto utilizzato in caso di poca RAM disponibile. L'attuale costo della RAM non giustificherebbe l'utilizzo di una memoria di questo tipo, dato che a parità di costo si possono ottenere migliori risultati con un maggiore quantitativo di RAM. Inoltre le memorie flash, quanto meno quelle non appartenenti alle ultime generazioni, hanno un ciclo di vita (inteso come numero di letture e scritture possibili prima di un problema fisico) di diversi ordini di grandezza inferiore al ciclo di vita dei normali dischi rigidi, sebbene gli ultimi algoritmi statistici consentano di aggirare tale limitazione in maniera abbastanza efficace.

## Progetti simili di altre case
Intel non è la sola compagnia che sta sperimentando la memoria flash per incrementare le prestazioni e ridurre i consumi energetici. Per esempio, Samsung ha svelato un hard disk ibrido nel corso del 2005 che combina fino a 1 GB di memoria flash con gli hard disk tradizionali. A giugno 2006 anche Seagate ha annunciato lo sviluppo di un hard disk ibrido in tutto analogo a quello di Samsung.
Turbo Memory funziona in abbinamento al nuovo sistema operativo di Microsoft, appoggiandosi alla caratteristica "SuperFetch" di Windows Vista, la quale carica precedentemente le librerie di sistema più utilizzate durante il normale avvio del sistema operativo. In realtà la tecnologia Microsoft è in grado di utilizzare anche le periferiche di archiviazione, come le chiavette USB, che possono essere utilizzate per estendere lo spazio di memoria virtuale del computer, cioè come cache di sistema.

## Intel: perché Turbo Memory è migliore delle altre tecnologie analoghe
Sulla scia delle dichiarazioni di Samsung e Microsoft, Intel ha voluto sottolineare come la tecnologia Turbo Memory permetta di fruire di tutte le funzionalità, legate all'uso di memoria flash, integrate in Windows Vista, contemporaneamente.

### Confronto con i dischi ibridi
Il primo vantaggio risiede nella possibilità di sfruttare i benefici del ReadyDrive senza disporre di un disco ibrido. Allo stesso tempo il quantitativo di memoria fungerebbe anche da cache di sistema, rendendo di fatto inutile l'utilizzo di periferiche esterne. Altro vantaggio consisterebbe nell'aggiornabilità dei moduli Robson, inseriti sulla scheda madre in stile modulo RAM e non saldato. Questo permetterebbe l'aggiornamento del quantitativo di memoria, qualora vi fosse l'esigenza di qualcosa in più.

### Confronto con le chiavette USB
L'interfaccia di tipo PCI-Express attraverso cui viene collegato il modulo Robson è nettamente più veloce di qualsiasi soluzione su chiavetta USB che si deve "accontentare" del più lento standard USB 2.0. Anche il consumo energetico è nettamente a favore della soluzione integrata, essendo ridotto a 1/3 rispetto a quello richiesto dalle unità esterne. Con il modulo Intel inoltre non è previsto un intervento da parte dell'utente per collegare o scollegare la periferica come nel caso delle chiavette USB.

## La versione desktop di Robson: Snowgrass
Come accennato sopra, la versione desktop del modulo Robson, che dovrebbe comunque chiamarsi commercialmente Turbo Memory, dovrebbe arrivare solo tra la fine del 2007 e l'inizio del 2008. Le indiscrezioni affermano infatti che Intel non sarebbe soddisfatta delle prestazioni, ravvisando alcuni problemi con BIOS e driver, che l'avrebbero indotta a posticipare il lancio proponendo direttamente la versione 1.5 della tecnologia.